# Monk’s Music
Monk’s Music ist ein Jazz-Album von Thelonious Monk, aufgenommen am 25. und 26. Juni 1957 in New York City und veröffentlicht auf Riverside Records.

## Das Album
Nachdem er bereits am 16. April 1957 mit dem jungen und vielversprechenden Tenorsaxophonisten der damaligen Jazz-Avantgarde, John Coltrane gearbeitet hatte (Thelonious Himself (Riverside RLP 235) sowie Thelonious Monk with John Coltrane, Jazzland J 946), hatten sich Monk und Coltrane, begleitet von Wilbur Ware am Bass und Shadow Wilson am Schlagzeug, in einem länger dauernden Gastspiel im New Yorker Jazzclub Five Spot aufeinander eingespielt, so dass alle miteinander harmonierten.
Für die Juni-Session für Riverside hatte Monk dem jungen Musiker als Kontrast den Altmeister des Tenorsaxophons, Coleman Hawkins, gegenübergestellt. Der mitspielende Schlagzeuger Art Blakey berichtete später Nat Hentoff von der Befangenheit und Reserviertheit der beiden Tenoristen: „Natürlich schrieb Monk die ganze Musik, aber Hawk hatte Probleme sie zu lesen; also bat er Monk, sie ihm zu erklären. Monk sagte zu ihm: ‚Du bist der große Coleman Hawkins, richtig? Du bist der Typ, der das Tenorsaxophon erfunden hat, richtig?‘ Hawk stimmte zu, dann wandte sich Monk an Trane, ‚Du bist der große Coltrane, richtig?‘ Trane wurde rot und murmelte: ‚Aw … ich bin nicht so groß.‘ Dann sagte Monk beiden: ‚Ihr spielt Saxophon, richtig?‘ Sie nickten. ‚Nun, die Musik ist in dem Horn. Ihr zwei macht das unter euch aus, und dann solltest ihr sie finden können‘“. Die Session am 25. Juni 1957 war von weiteren Schwierigkeiten begleitet; Die Band war komplett erschienen, nur Monk fehlte. Um sich die Zeit zu vertreiben und sich einzuspielen, führte Hawkins die Bläser mit einem simplen Blues-Thema an; Altsaxophonist Gigi Gryce schloss sich an, gefolgt von Trompeter Ray Copeland, Coltrane und erneut Hawk. Das Ganze wurde dann Blues for Tomorrow genannt und Gigi Gryce zugeschrieben. Als Monk schließlich erschien, wurde an diesem Tag nur dessen neu geschriebene Komposition Crepuscule with Nellie in zwei Takes eingespielt, die jedoch nicht als veröffentlichungsreif angesehen wurden. Ein weiterer Versuch, das Stück einzuspielen, wurde abgebrochen.
Am nächsten Tag, als Monk besser disponiert war, fand die dann eigentliche Session statt; erst im sechsten Anlauf war Monk mit der Aufnahme von Crepuscule with Nellie zufrieden. Weiterhin entstanden mehrere Varianten von Off Minor (Take 5 erscheint schließlich auf der LP). Hawkins beginnt mit dem ersten Solo und versucht damit, den jungen Coltrane einzuschüchtern. Hawkins’ Biograph Teddy Doering beschreibt die Rivalität der beiden Saxophonisten: Es dauert noch mehrere Titel, bis Trane sein Selbstbewusstsein wiedergefunden hat. Und dann ist Hawkins derjenige, der beeindruckt ist, wie sich besonders in Well You Needn’t und in dem abschließenden Ruby My Dear (in Quartett-Besetzung) zeigt, denn Hawkins verwendet einige typische Phrasen Coltranes aus jenen Jahren. Ansonsten steht dieses letzte Stück voll in der Balladenkunst von Hawkins, zärtlich und gefühlvoll, aber auch Ehrfurcht gebietend, mit sehr einfühlsamen Begleitakkorden von Monk.

## Bewertung des Albums
Monk’s Music zählt heute zu den essentiellen Alben von Thelonious Monks Schaffensphase, als er von 1955 bis 1961 bei Orrin Keepnews’ Riverside Records unter Vertrag war, der wohl ertragreichsten Periode im Schaffen des Pianisten. Richard Cook und Brian Morton, die in ihrem The Penguin Guide to Jazz das Album mit der Höchstnote bewerten, nennen die Juni-Session „eine der am besten klingenden Sessions“ des Pianisten und einer der wohl herausforderndsten Platten, die er je mit Bläsern aufgenommen hat. Die außerordentliche Atmosphäre der Session wird durch die an den Anfang gestellte A-Cappella-Version von Abide with Me betont, einer christlichen Hymne des Engländers William Henry Monk (1823–1889), die nur von den Bläsern gespielt wird. Cook & Morton merken aber auch kritisch an, dass Hawkins gelegentlich Probleme hat, in Monks Musik hinein zu finden; daher mutet es manchmal an, als ob die sechs Musiker „bei“ Monk statt „mit“ ihm spielen würden. Aber die Atmosphäre der Session sei faszinierend; und Monk spiele mit seiner ganzen Autorität.
Das Magazin Rolling Stone  wählte das Album 2013 in seiner Liste Die 100 besten Jazz-Alben auf Platz 41.

## Editorische Anmerkungen
Das Album erschien als LP bei Riverside (R 242). Alternative takes von Epistrophy und Off Minor wurden auf dem Album Thelonious Monk with John Coltrane veröffentlicht. Das CD-Reissue erfolgte unter den Nummern OJC20 039-2 beziehungsweise als OJC20 084-2 in erweiterter Form. Die Aufnahmen waren auch in der 15-CD-Edition Monk: The Complete Riverside Recordings (Riverside RCD-022-2) enthalten.
Der ohne Monk eingespielte Blues for Tomorrow erschien auf der gleichnamigen Riverside-Anthologie (RLP 243/OJC 030), die auch Titel von Herbie Mann, Sonny Rollins, Mundell Lowe und Bobby Jaspar enthält.

## Die Titel
(Riverside R 242 – Ursprüngliche LP-Ausgabe/OJC 084)
1. Abide with Me (William Henry Monk)
2. Well You Needn’t
3. Ruby My Dear
4. Off Minor
5. Epistrophy
6. Crepuscule with Nellie[9]

(OJC CD 20 084-2 CD-Neuausgabe)
1. Abide with Me 0:51[10]
2. Well, You Needn’t 11:24
3. Ruby, My Dear 5:26
4. Off Minor (take 5) 5:07
5. Off Minor (take 4) 5:13
6. Epistrophy 10:45
7. Crepuscule with Nellie (take 6) 4:37
8. Crepuscule with Nellie (take 4 & 5) 4:46

Alle Titel (außer dem ersten) wurden von Monk komponiert.